# Championnat de Cuba de football 2014
Navigation
Saison précédente Saison suivante
La saison 2014 du Championnat de Cuba de football est la quatre-vingt-dix-neuvième édition du Campeonato Nacional de Fútbol, le championnat de première division à Cuba. Les dix formations provinciales engagées sont regroupées au sein d'une poule unique où elles s'affrontent deux fois, à domicile et à l'extérieur. En fin de saison, les deux derniers du classement sont reléguées et remplacées par les deux meilleures formations du Torneo de Ascenso.
C'est le FC Ciego de Ávila qui remporte la compétition cette saison après avoir terminé en tête du classement final, avec cinq points d'avance sur le triple tenant du titre, le FC Villa Clara et neuf sur le FC La Habana. Il s'agit du cinquième titre de champion de Cuba de l'histoire du club.

## Les clubs participants
- FC Villa Clara
- FC Cienfuegos
- FC Pinar del Río
- CF Camagüey
- FC La Habana
- FC Ciego de Ávila
- FC Guantánamo
- FC Las Tunas
- FC Holguín
- FC Sancti Spíritus

## Compétition
Le barème de points servant à établir le classement se décompose ainsi :
- Victoire : 3 points
- Match nul : 1 point
- Défaite : 0 point

### Classement
| Rang | Équipe             | Pts | J  | G  | N | P  | Bp | Bc | Diff |
| ---- | ------------------ | --- | -- | -- | - | -- | -- | -- | ---- |
| 1    | FC Ciego de Ávila  | 41  | 18 | 13 | 2 | 3  | 29 | 13 | +16  |
| 2    | FC Villa ClaraT    | 36  | 18 | 10 | 6 | 2  | 32 | 12 | +20  |
| 3    | FC La Habana       | 32  | 18 | 10 | 2 | 6  | 36 | 27 | +9   |
| 4    | FC Guantánamo      | 31  | 18 | 8  | 7 | 3  | 19 | 12 | +7   |
| 5    | CF Camagüey        | 29  | 18 | 8  | 5 | 5  | 22 | 12 | +10  |
| 6    | FC Sancti Spíritus | 20  | 18 | 5  | 5 | 8  | 20 | 24 | -4   |
| 7    | FC Cienfuegos      | 20  | 18 | 5  | 5 | 8  | 8  | 21 | -13  |
| 8    | FC Las Tunas       | 18  | 18 | 5  | 3 | 10 | 14 | 23 | -9   |
| 9    | FC Holguín         | 15  | 18 | 4  | 3 | 11 | 15 | 31 | -16  |
| 10   | FC Pinar del Río   | 7   | 18 | 1  | 4 | 13 | 9  | 29 | -20  |

|  | Champion de Cuba 2014           |
|  | Relégation en Torneo de Ascenso |
|  | T : Tenant du titre             |

### Torneo de Ascenso 2015
Disputé en janvier 2015 avec deux poules de 4 équipes dont les deux premiers sont versés dans une poule finale où le vainqueur et le deuxième sont promus ou restent en première division selon le cas. Tous les matchs sont disputés à Santiago de Cuba dans la province éponyme.
Groupe A
- Participants : FC Santiago de Cuba, FC Mayabeque, FC Holguín (relégué), CF Granma
- Qualifiés : FC Santiago de Cuba et FC Mayabeque

Groupe B
- Participants : FC Isla de la Juventud, FC Artemisa, FC Matanzas, FC Pinar del Río (relégué)
- Qualifiés : FC Isla de la Juventud et FC Artemisa

Poule finale
- Vainqueur : FC Santiago de Cuba (promu 1)
- Deuxième : FC Isla de la Juventud (promu 2)

## Bilan de la saison
| Championnat de Cuba de football 2014 |                              |
| Champion                             | FC Ciego de Ávila (5e titre) |
| Qualifications continentales         |                              |
| CFU Club Championship 2015           | Aucun                        |
| Promotions et relégations            |                              |
| Promus en Campeonato Nacional        | FC Santiago de Cuba          |
| Promus en Campeonato Nacional        | FC Isla de la Juventud       |
| Relégués en Torneo de Ascenso        | FC Holguín                   |
| Relégués en Torneo de Ascenso        | FC Pinar del Río             |